# Viktor von Solemacher-Antweiler
Viktor Freiherr von Solemacher-Antweiler (Taufname: Johann Viktor Ludwig Andreas Georg; * 16. April 1889 in Berlin; † 12. Januar 1945 in Wiesbaden) war ein deutscher Landrat.

## Leben und Wirken
Viktor von Solemacher-Antweiler entstammte dem rheinischen Adelsgeschlecht der Solemacher und besuchte die Ritterakademie in Göttingen und machte Ostern 1908 das Abitur. Es schloss sich das Studium der Rechtswissenschaften in Bonn, Kiel, Straßburg und Münster an. 1912 zum Gerichtsreferendar ernannt, wechselte er zur Verwaltung und wurde Referendar bei der Bezirksregierung Köln. 1914 promovierte er in Breslau mit der Inauguraldissertation „Das gegen die guten Sitten verstoßende Rechtsgeschäft in der Rechtsprechung des Reichsgerichts“. Von August 1914 bis zum 3. Februar 1916 war er stellvertretender Landrat in Euskirchen. 1917 zum Regierungsassessor bei der Bezirksregierung Düsseldorf ernannt, kam er 1919 zum Reichskommissariat für die besetzten Gebiete.
Vom 15. Mai bis zum 5. August 1920 vertrat er den Landrat in Monschau und wurde im Dezember zum Oberpräsidium Koblenz versetzt. Als Regierungsrat wurde er im Juli 1921 dem Polizeipräsidium in Magdeburg zugeteilt und im August des folgenden Jahres zum Polizeipräsidium Berlin versetzt.
Nach verschiedenen Stationen in der preußischen Verwaltung kam im März 1925 der Auftrag zur vertretungsweisen Verwaltung des Landratsamts in Büren. Im August zunächst kommissarischer Landrat, folgte im November 1925 die definitive Ernennung zum Landrat des Kreises Büren. In seine Amtszeit fiel der Ausbau der Wewelsburg. Allerdings ist der Gedanke, die Wewelsburg der NSDAP zur Verfügung zu stellen, wohl bei einem Besuch des Mindener Regierungspräsidenten Adolf von Oeynhausen im März 1933 in Büren entstanden. Im September 1934 nach den Bestimmungen des Gesetzes zur Wiederherstellung des Berufsbeamtentums in den einstweiligen Ruhestand versetzt, folgte im Dezember 1934 die Überweisung an die Regierung Wiesbaden. Ende 1942 ging von Solemacher-Antweiler zur Regierung Hannover und im Mai 1943 zur Regierung Koblenz. Im März 1944 ging er in den Ruhestand. Er war Mitglied des Zentrums und von 1926 bis 1933 Mitglied des Westfälischen Provinziallandtages.